# Ivo Táborský
Ivo Táborský (Praga, 10 maggio 1985) è un ex calciatore ceco, attaccante.

## Palmarès

### Club

#### Competizioni nazionali
- Coppa della Repubblica Ceca: 2

Slavia Praga: 2001-2002
Mladá Boleslav: 2010-2011